# Campionato italiano femminile di hockey su ghiaccio 1994-1995
Nella stagione 1994-95, il Campionato italiano femminile di hockey su ghiaccio prevedeva la sola massima serie.
Erano otto le squadre iscritte: HC Agordo, HC Lario Halloween, HC Eagles Bolzano, HC Alleghe Femminile ATP, SG Brunico Hot Line, HC Femminile Feltre, HC All Stars Milano e SG Valbelluna Hoseki.
La formula: dopo una Regular Season (un girone di andata e ritorno), seguono per le prime quattro classificate, i play-off (con semifinali e finali giocati al meglio delle tre gare) e, per le squadre classificate dal 5º all'8º posto, i play out per il 5º posto (con semifinali e finali giocati al meglio delle tre gare).

## Regular Season
Classifica Finale
| Squadra   | Pt. | Vinte | Nulle | Perse | GF | GS |
| --------- | --- | ----- | ----- | ----- | -- | -- |
| Alleghe   | 26  | 13    | 0     | 1     | 87 | 22 |
| Agordo    | 25  | 12    | 1     | 1     | 74 | 18 |
| Hoseki    | 17  | 8     | 1     | 5     | 46 | 49 |
| Feltre    | 14  | 7     | 0     | 0     | 57 | 44 |
| Bolzano   | 13  | 6     | 1     | 7     | 30 | 40 |
| Halloween | 11  | 5     | 1     | 8     | 30 | 46 |
| Milano    | 3   | 1     | 1     | 12    | 19 | 47 |
| Brunico   | 3   | 1     | 1     | 12    | 22 | 99 |

## Play-out

### Semifinali
```
Gara 1
 - 12 febbraio 
1995

Bolzano - Brunico   11-1
Halloween - Milano   5-1
```

```
Gara 2
 - 19 febbraio 
1995

Brunico - Bolzano    2-3
Milano - Halloween   0-1
```

### Finale per il 5º posto
```
Gara 1
 - 5 marzo 
1995

Bolzano - Halloween 2-1
```

```
Gara 2
 - 12 marzo 
1995

Halloween - Bolzano 3-2
```

```
Gara 3
 - 18 marzo 
1995

Bolzano - Halloween 2-1
```

## Play-off

### Semifinali
```
Gara 1
 - 12 febbraio 
1995

Alleghe - Feltre        4-5
Agordo Hockey - Hoseki  5-1
```

```
Gara 2
 - 19 febbraio 
1995

Feltre - Alleghe        3-6
Hoseki - Agordo Hockey  2-5
```

```
Gara 3
 - 5 marzo 
1995

Alleghe - Feltre        4-3
```

### Finali

#### 3º/4º posto
```
Gara 1
 - 12 marzo 
1995

Hoseki - Feltre 1-3
```

```
Gara 2
 - 19 marzo 
1995

Feltre - Hoseki 6-5
```

#### 1º/2º posto
```
Gara 1
 - 12 marzo 
1995

Alleghe - Agordo Hockey 1-4
```

```
Gara 2
 - 19 marzo 
1995

Agordo Hockey - Alleghe 3-5
```

```
Gara 3
 - 26 marzo 
1995

Alleghe - Agordo Hockey 3-2
```

L'Hockey Club Alleghe Femminile ATP vince per la seconda volta il titolo italiano.